# すべてへ
「すべてへ」は1999年10月21日に、ビクターエンタテインメントからリリースされた19の3rdシングル。

## 解説
シングル唯一のオリコンチャート1位獲得作品。前作に続きロングヒット。
作曲は岡平で、新たな世代に向けて作った歌。本作を機に作詞とジャケットデザインを手がけていた326が事実上メンバーから脱退した。
前作と同じく1999年TBS秋の「1999・秋」キャンペーンソング。
アーティスト写真は広島西空港付近にある土手にて撮影された。写真に写っている錆びた車輪は岡平がその辺に落ちているのを拾ったもの。

## 収録曲
作詞:326(#1)　326・岩瀬敬吾(#2)
作曲:岡平健治(#1)　岩瀬敬吾(#2)
1. すべてへ
2. 嘘がぼくらをみつけたんだ
3. すべてへ (music track)

## 収録アルバム
- 無限大 (#1)
- 19 BEST●青 (#1,2)
- 19 〜すべての人へ (#1)